# Полокване (местный муниципалитет)
Полокване (англ. Polokwane Local Municipality, северный сото Mmasepala wa Polokwane) — местный муниципалитет в районе Тропик Козерога провинции Лимпопо, ЮАР. Административный центр — город Полокване, являющийся также столицей провинции.

## География
Муниципалитет занимает 3 % территории провинции, но концентрирует более 10 % её населения. Расположен на высоте 1200—1450 м над уровнем моря на плато Велд. Климат субтропический, с тёплым летом и мягкой зимой.

## Экономика
Полокване — экономический центр провинции Лимпопо с развитыми:
- Торговлей и услугами (центральный деловой район)
- Промышленностью (пищевая, деревообрабатывающая)
- Сельским хозяйством (цитрусовые, зерновые)
- Туризмом (исторические памятники, природные парки)

## Население
По данным переписи 2011 года:
- Население: 628 999 человек
- Плотность: 166,6 чел./км²
- Уровень урбанизации: 23 %
- Грамотность: 24 % населения имеют полное среднее образование

## Образование
На территории муниципалитета находятся:
- Кампус Университета Лимпопо в Манквеге
- Филиал Технологического университета Тшване

## Проблемы и противоречия
В октябре 2024 года партия FF+ подала иск о хищении 200 млн рандов через выплаты «мертвым душам» (несуществующим работникам).

## Города и поселения
Пространственная структура отражает наследие апартеида:
- Центр — развитые городские районы
- Периферия — неформальные поселения с нехваткой инфраструктуры
- Сельские районы — традиционные деревни